# Стрептобациллёз
Стрептобацилле́з (хейверхиллская лихорадка) — острое системное инфекционное заболевание, входящее в группу бактериальных зоонозов, вызываемое грамотрицательной бактерией Streptobacillus moniliformis и протекающее с проявлением лихорадки, интоксикации, полиартрита и сыпи. Переносчиками возбудителя болезни являются грызуны. Вследствие схожего механизма заражения (укус крысы) и клинической картины болезни, стрептобациллез напоминает содоку, однако вызывается другим возбудителем. При отсутствии лечения смертность от заболевания достигает 10 %.

## История и распространение
В январе 1926 года в городке Хейверхилл (англ. Haverhill), штат Массачусетс, произошла небольшая вспышка заболевания, удивившая врачей необычными симптомами (воспаление и боли в суставах) и характером протекания (резкое начало болезни).

## Возбудитель
Возбудитель заболевания — Streptobacillus moniliformis — представляет собой аэробную грамотрицательную неподвижную бактерию, неустойчивую в окружающей среде.

## Эпидемиология
Источником заражения являются укусы грызунов, обычно, крыс, у которых патогенная палочка обитает на слизистой оболочке рта и верхних дыхательных путей. Также заражение можно получить через воду и продукты, загрязненные фекалиями грызунов.